# NHL Winter Classic
L'NHL Winter Classic è un evento a cadenza annuale organizzato dalla National Hockey League (NHL) nel giorno di Capodanno, nel quale viene sorteggiata una partita della stagione regolare per essere disputata all'aperto, in strutture adibite per l'occasione per l'hockey su ghiaccio. Tale evento è molto simile all'Heritage Classic, altra competizione all'aperto organizzata dalla NHL tenutasi per la prima volta ad Edmonton nel 2003, ma riservata a formazioni canadesi, mentre il Winter Classic prevede solitamente la partecipazione di squadre statunitensi, sebbene a partire dall'edizione 2014 siano state invitate anche squadre canadesi. La prima edizione del Winter Classic si svolse nel 2008.

## Storia

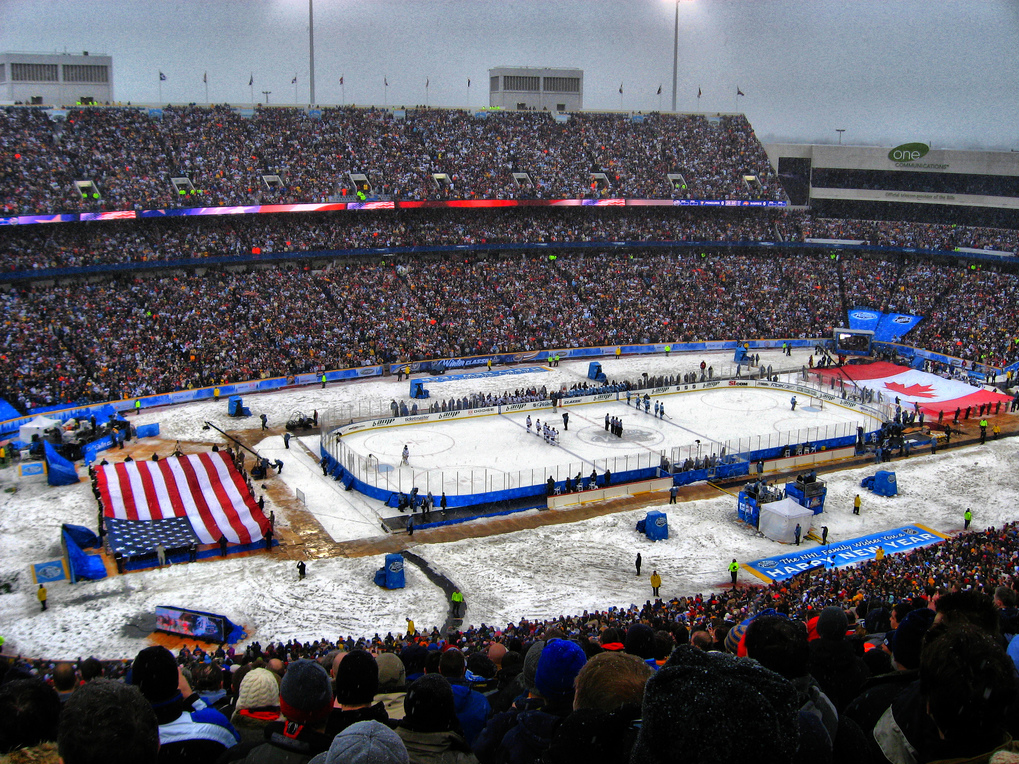
Panorama del Ralph Wilson Stadium in occasione del NHL Winter Classic del 2008.

Il primo Winter Classic si svolse il 1º gennaio 2008 con l'incontro fra Buffalo Sabres e Pittsburgh Penguins nel Ralph Wilson Stadium di Orchard Park. Il Winter Classic 2008 a causa delle condizioni climatiche avverse fu soprannominato anche "Ice Bowl". La partita ottenne il pubblico record per la NHL di 71.217 spettatori. Proprio il successo ottenuto nel 2008 spinse la NHL ad organizzarne una seconda edizione l'anno successivo, questa volta presso il Wrigley Field di Chicago, con i Detroit Red Wings che sconfissero i Chicago Blackhawks. Il Winter Classic 2009 fu il primo ad vere due delle squadre "Original Six", e fu inoltre il primo ad essersi svolto in uno stadio di baseball. La partita stabilì il dato d'ascolto in Nordamerica più alto per una partita di hockey mai raggiunto in 33 anni. L'ancor più grande successo dell'edizione del 2009 consolidò lo status del "The Classic" come evento annuale di punta per la NHL.
Il terzo Winter Classic si svolse al Fenway Park di Boston il 1º gennaio 2010, e vide affrontarsi i Boston Bruins contro i Philadelphia Flyers. Il risultato fu un sofferto 2–1 ai tempi supplementari per Boston, rendendo così i Bruins la prima squadra ad aver vinto in casa l'NHL Winter Classic. Il Winter Classic 2010 vide coinvolti nella prima rissa nella storia dell'evento il giocatore di Philadelphia Dan Carcillo contro quello di Boston Shawn Thornton. L'edizione del 2011 invece si disputò nell'Heinz Field di Pittsburgh, con i Pittsburgh Penguins sconfitti dai Washington Capitals per 3-1.
Le condizioni meteo in più di una occasione hanno condizionato gli incontri, come nel 2011 quando la partita fu posticipata a causa della pioggia. Anche il vento ed i riflessi del sole possono danneggiare le squadre, e per questo la NHL permette di modificare il terzo periodo ed i tempi supplementari. Il regolamento permette l'interruzione del gioco a metà del periodo, mentre le squadre invertono le posizioni sul campo. Questa opzione fu esercitata nel 2008 ed ancora nel 2011. A causa di problemi di pioggia fu il primo Classic ad essersi giocato in prima serata. Il Winter Classic fu reso ufficialmente parte del calendario della NHL fino al 1º gennaio del 2021, come parte dell'accordo per i diritti televisivi con le emittenti NBC e Versus.
Per l'edizione del 2012 la NHL annunciò la scelta di Filadelfia come sede dell'incontro, con la sfida fra Philadelphia Flyers e New York Rangers. A differenza delle altre edizioni del Winter Classic la partita però si svolse il 2 gennaio 2012. Infatti la NBC il 1º gennaio, di domenica, fu obbligata a trasmettere la NFL in base agli accordi presi con la lega per la trasmissione del "Sunday Night Football". Per questo motivo inoltre la partita si svolse al Citizens Bank Park, stadio della squadra di baseball dei Philadelphia Phillies e non nel Lincoln Financial Field, lo stadio dei Philadelphia Eagles. I New York Rangers sconfissero i Philadelphia Flyers per 3-2.
Per il 2013 la NHL annunciò a sorpresa la partecipazione di una squadra canadese, i Toronto Maple Leafs, ospitati in casa dei Detroit Red Wings, altra franchigia delle Original Six. L'incontro fu previsto presso il Michigan Stadium di Ann Arbor. A causa del lockout della stagione 2012-13 il 2 novembre 2010 fu annunciato il rinvio della sfida fra Red Wings e Maple Leafs al 2014, mentre l'edizione 2013 fu cancellata. La presentazione ufficiale del Winter Classic 2014 avvenne il 7 aprile 2013 presso la Joe Louis Arena di Detroit. Nel settembre del 2013 la NHL ufficializzò la squadra organizzatrice del Winter Classic del 2015, i Washington Capitals. Solo nel giugno del 2014 furono annunciati gli avversari, i Chicago Blackhawks.
Nel 2016 fu organizzata un'edizione del Winter Classic fra due delle formazioni con la rivalità più accesa e storica della NHL, i Boston Bruins e i Montreal Canadiens, seconda squadra canadese invitata all'evento.

### Altre partite all'aperto di NHL

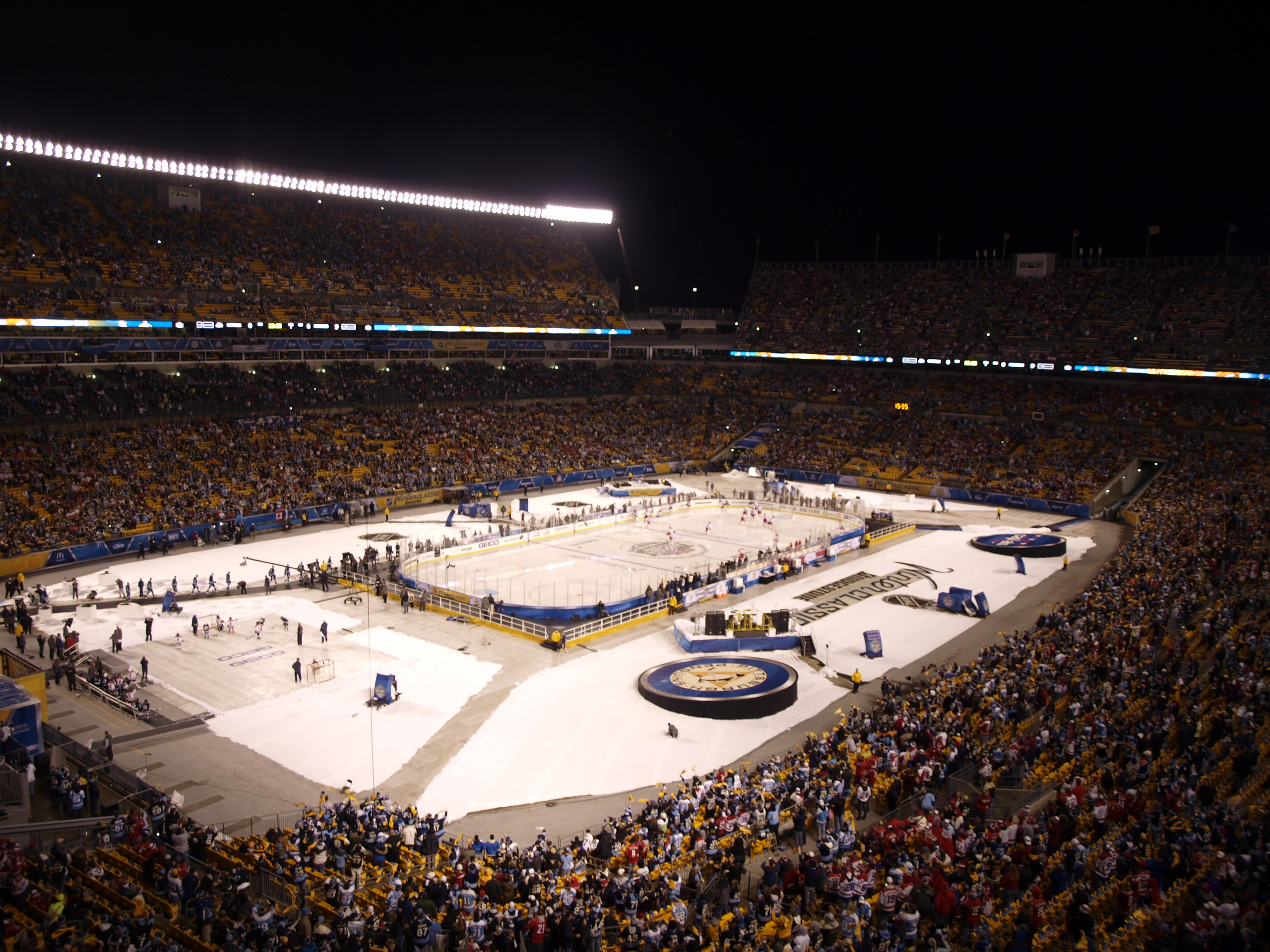
Vista dell'Heinz Field di Pittsburgh in occasione dell'NHL Winter Classic 2011.

Il primo match all'aperto che vide coinvolta una squadra della NHL si svolse il 2 febbraio 1954. I Detroit Red Wings in quell'occasione giocarono un match amichevole, con la temperatura esterna di -6 °C, contro i carcerati del Marquette Branch Prison nel Michigan. Al termine del primo periodo i Red Wings conducevano l'incontro per 18–0; il conto delle reti nel resto della partita però non fu tenuto.
La prima partita all'aperto fra due formazioni della NHL fu un'amichevole disputata nella fase di pre-season il 21 settembre 1991. La partita ebbe luogo all'interno del parcheggio del Caesars Palace di Las Vegas, nel Nevada, e vide affrontarsi i Los Angeles Kings contro i New York Rangers. Il processo di mantenimento del ghiaccio nel deserto richiese una quantità di refrigerante tripla rispetto ai palazzetti della NHL. Vi furono relativamente pochi problemi, nonostante i 35 °C raggiunti durante la giornata ed i 27 °C al momento della partita. Nel corso della partita delle cavallette iniziarono a saltare sulla superficie del ghiaccio, e nel corso della partita fu necessario più volte ripulire il ghiaccio. All'incirca 14.000 tifosi assistettero alla vittoria dei Kings sui Rangers per 5–2. A partire dal 1997 i Los Angeles Kings ritornarono ogni anno a Las Vegas, sebbene in strutture al coperto, per disputare delle amichevoli estive denominate "Frozen Fury".
La prima partita di campionato ad essersi giocata all'aperto nella storia della National Hockey League fu il 22 novembre 2003, presso il Commonwealth Stadium di Edmonton. L'Heritage Classic 2003 vide come protagonisti gli Edmonton Oilers ed i Montreal Canadiens. Un secondo Heritage Classic si svolse nel 2011, al McMahon Stadium di Calgary, con i Calgary Flames opposti ai Montreal Canadiens. Il terzo Heritage Classic ebbe luogo nel 2014 fra i Vancouver Canucks e gli Ottawa Senators.
A partire dal 2014 la NHL iniziò a proporre una nuova serie di gare all'aperto valide per la stagione regolare denominate NHL Stadium Series.

## Edizioni dell'NHL Winter Classic
| Anno | Luogo                              | Squadra di casa     | Squadra ospite       | Punteggio                       | Spettatori |
| ---- | ---------------------------------- | ------------------- | -------------------- | ------------------------------- | ---------- |
| 2008 | Ralph Wilson Stadium, Orchard Park | Buffalo Sabres      | Pittsburgh Penguins  | 1-2 (SO)                        | 71.217     |
| 2009 | Wrigley Field, Chicago             | Chicago Blackhawks  | Detroit Red Wings    | 4-6                             | 40.818     |
| 2010 | Fenway Park, Boston                | Boston Bruins       | Philadelphia Flyers  | 2-1 (OT)                        | 38.112     |
| 2011 | Heinz Field, Pittsburgh            | Pittsburgh Penguins | Washington Capitals  | 1-3                             | 68.111     |
| 2012 | Citizens Bank Park, Filadelfia     | Philadelphia Flyers | New York Rangers     | 2-3                             | 46.967     |
| 2014 | Michigan Stadium, Ann Arbor        | Detroit Red Wings   | Toronto Maple Leafs  | 2-3 (SO)                        | 105.491    |
| 2015 | Nationals Park, Washington         | Washington Capitals | Chicago Blackhawks   | 3-2                             | 42.832     |
| 2016 | Gillette Stadium, Foxborough       | Boston Bruins       | Montreal Canadiens   | 1-5                             | 67.246     |
| 2017 | Busch Stadium, St. Louis           | St. Louis Blues     | Chicago Blackhawks   | 4-1                             | 46,556     |
| 2018 | Citi Field, New York               | New York Rangers    | Buffalo Sabres       | 3-2 (OT)                        | 41,821     |
| 2019 | Notre Dame Stadium, Notre Dame     | Boston Bruins       | Chicago Blackhawks   | 4-2                             | 76,126     |
| 2020 | Cotton Bowl, Dallas                | Dallas Stars        | Nashville Predators  | 4-2                             | 85,630     |
| 2021 | Target Field, Minneapolis          | Minnesota Wild      | St. Louis Blues      | posticipata al 2022 causa COVID |            |
| 2022 | Target Field, Minneapolis          | Minnesota Wild      | St. Louis Blues      | 4-6                             | 38,519     |
| 2023 | Fenway Park, Boston                | Boston Bruins       | Pittsburgh Penguins  | 2-1                             | 39,243     |
| 2024 | T-Mobile Park, Seattle             | Seattle Kraken      | Vegas Golden Knights | 3-0                             | 47,313     |
| 2025 | Wrigley Field, Chicago             | Chicago Blackhawks  | St. Louis Blues      | 2-6                             | 40,933     |

### Partecipanti
| Presenze | Squadra              | Vittorie | Sconfitte | Ultima presenza |
| -------- | -------------------- | -------- | --------- | --------------- |
| 5        | Chicago Blackhawks   | 0        | 5         | 2025            |
| 4        | Boston Bruins        | 3        | 1         | 2023            |
| 3        | St. Louis Blues      | 3        | 0         | 2025            |
| 3        | Pittsburgh Penguins  | 1        | 2         | 2023            |
| 2        | Washington Capitals  | 2        | 0         | 2015            |
| 2        | New York Rangers     | 2        | 0         | 2018            |
| 2        | Detroit Red Wings    | 1        | 1         | 2014            |
| 2        | Philadelphia Flyers  | 0        | 2         | 2012            |
| 2        | Buffalo Sabres       | 0        | 2         | 2018            |
| 1        | Toronto Maple Leafs  | 1        | 0         | 2014            |
| 1        | Montreal Canadiens   | 1        | 0         | 2016            |
| 1        | Dallas Stars         | 1        | 0         | 2020            |
| 1        | Seattle Kraken       | 1        | 0         | 2024            |
| 1        | Nashville Predators  | 0        | 1         | 2020            |
| 1        | Minnesota Wild       | 0        | 1         | 2022            |
| 1        | Vegas Golden Knights | 0        | 1         | 2024            |

## Edizioni future
A causa dell'enorme popolarità dell'evento, quasi tutte le squadre hanno chiesto di prendere parte al Winter Classic sia come squadra organizzatrice che da ospite. Per i futuri Winter Classic sono state avanzate proposte numerose strutture sportive, come il Citi Field, Target Field, FedEx Field, Coors Field, Yankee Stadium, Ohio Stadium, o altre location come il National Mall o Central Park.